# Servitenkloster Schornsheim
Das Servitenkloster Schornsheim war eine Niederlassung des Bettelordens der Serviten (Ordo Servorum Mariae: Ordenskürzel OSM, volkstümlich auch Marienknechte genannt) in Schornsheim in der Verbandsgemeinde Wörrstadt (Landkreis Alzey-Worms, Rheinland-Pfalz). Die Geschichte der Niederlassung ist mangels Urkunden nur sehr schlecht bekannt. Das Kloster wurde um/vor 1339 gegründet und ist wohl bald nach 1534 ausgestorben oder wurde spätestens mit Einführung der Reformation um 1550 aufgelöst.

## Lage
Die Lage des Klosters innerhalb von Schornsheim ist nicht genau bekannt. Nach dem Register des Antonio Alabanti lag der Konvent in villa, also im Dorf. In der Gemeinde gibt es eine Straße Am Mönchspfad und eine Klosterstraße. Möglicherweise lag im Bereich des Weinguts Klosterhof.

## Geschichte
Das Servitenkloster in Schornsheim wurde vor 1339 erbaut. Am 20. Oktober 1339 verliehen Nerses, der Erzbischof von Manazguerda/Manaskert/Malazgirt (Manalgardensis, ein Bischofssitz im damaligen Armenien, heute Türkei) und die Bischöfe Petrus von Cagli (Calliensis), Petrus von Acerno (Acernensis), Gratian von Bolsena (Vulcinensis), Salman von Worms (Wormaciensis), Sergius von Pula (Pollensis), Bernhard von Kanos (Ganensis, früherer Bischofssitz in Thrakien), Petrus von Monte Marano (Montis Marani bei Aquileia), Thymas von Knin (Tininiensis) und Andreas von Coron (Cornensis, früherer Bischofssitz in Koroni in Griechenland) den Klöstern des Servitenordens in Erfurt (extra muros Erfordenses), zu Himmelgarten (bei Nordhausen) (in orto coeli prope opidum Northusen), zu Mariengart (in orto sancte Maria virginis), zu Marienthal in Schornsheim (in valle sancte Maria virginis in Scornsheim) und noch einmal genannt, in Nordhausen (Northusen) einen 40-tägigen Ablass für alle Gläubigen, die an bestimmten Tagen die Kirchen der genannten Klöster besuchen. Es ist die Erstnennung dieses Klosters. Die Niederlassung wurde auch Conventus Vallis Sanctae Mariae oder Conventus Vallis Mariae genannt. Die mit Spenden und Almosen gebaute Klosterkirche war dem Heiligen Kreuz geweiht. Nach Brilmayer sollen sich dagegen erst 1374 einige Serviten vom Servitenkloster Germersheim in Schornsheim angesiedelt haben. Dies widerspricht der obigen Urkunde.
Am 24. November 1374 erhielt die Niederlassung der Serviten in Schornsheim die Bestätigung und den Schutz von Kaiser Karl. IV. Am 17. September 1381 bestätigte Erzbischof Adolph von Mainz, dass er den in seinem Erzbistum bzw. Erzstift gelegenen Servitenklöstern in Erfurt, Himmelgarten bei Nordhausen, in Vacha, in Mariengart und in Schornsheim die Sabbathpredigt, und die Spende der Kirchensakramente einschließlich der Beerdigung erlaubt habe, außerdem erhielten die bei einer Predigt in einer der genannten Klosterkirchen anwesenden Gläubigen einen vierzigtägigen Ablass.
1486 besuchte der Generalprior der Serviten Antonius Alabanti die Ordensprovinz Alamania und hielt im Konvent in Germersheim ein Provinzialkapitel ab. Dazu ließ er auch ein Register erstellen, in dem die Anzahl der Mönche, die Kirchengeräte und meist auch die Einkünfte der jeweiligen Klöster in der Ordensprovinz festgehalten wurde, außerdem die Abgaben der einzelnen Klöster an die Ordenszentrale. Das Kloster in Schornsheim musste 6 Gulden an die Ordenszentrale abgeben. Nach dem Register des Antonius Alabanti zählte der Konvent in Schornsheim 1486 nur noch zwei Priestermönche, wobei der erste in der Liste, Fr. Henricus Steyna aus dem Kloster Vacha stammte; er dürfte auch der Prior der Niederlassung gewesen sein. Dem Kloster gehörten 44 Joch Äcker und drei Joch Wiesen sowie zur Hälfte ein Weinberg. Allerdings fehlen in der Liste beim Kloster Schornsheim die jährlichen Einkünfte. Im Provinzialkapitel der Servitenklöster in Germersheim wurde mit Fridericus Saulem auch ein neuer Prior bestätigt.
1534 bestimmte der Prior des Klosters Schornsheim Jakob Antz den Vachaer Ordensbruder Nicolaus Adam zu seinem Nachfolger. Es ist nicht bekannt, ob dieser sein Amt noch angetreten hat. Das Kloster Vacha wurde bereits 1527 aufgelöst. Das Ende des Klosters kam spätestens um 1550 mit der Einführung der Reformation in Schornsheim durch die sog. Schornsheimer Ganerbengemeinschaft.

## Priore
- ?bis 1486 Henricus Steyna, qui est de conventu Vach (steht an erster Stelle der Priesterliste, jedoch ohne Zusatz Prior)[10]
- ab 1486 Fridericus Saulem, Prior[11]
- 1534 Jakob Antz, Prior[4][3]